# جيش بلاد العرب الحرة
الجيش العربي الحر كان الاسم الجماعي الذي يشير إلى العديد من الوحدات الألمانية النازية التي تشكلت من متطوعين عرب من الوطن العربي خلال الحرب العالمية الثانية.
في البداية ضم الفيلق العربي قوات صغيرة الحجم بقيادة هيلموت فيلمي لتقوم القوات بمساعدة الألمان في غزو العراق ووضع رشيد علي على سدة الحكم في العراق، إلا أن الغزو فشل لتتمركز القوات في سوريا ليكون تكوينها في البداية من سوريين وعراقيين.
بعد غزو سوريا بواسطة الإنگليز والفرنسيين وتحريرها من الألمان انتقلت قوات العرب إلى اليونان المسيطر عليها بواسطة الألمان ليتم تدعيمها بمتطوعين وقوات عرب ومسلمين من أوروبا.
خطط الالمان لاستخدام القوات العربية في غزو القوقاز بعدها وإنشاء حكومة عراقية في المنفى كمحاولة سياسية للغزو السيطرة على العراق لكن لم يتم تنفيذ الخطة. وبعد سيطرة الحلفاء على تونس، التي كانت وقتها تحت حكومة فيشي الموالية للألمان، قام الألمان بإرسال جيش بلاد العرب الحرة إلى تونس لينضم إليه المزيد من المتطوعين التونسيين.

## أصول
في بداية أبريل 1941، أطاح السياسي العراقي رشيد علي الكيلاني مع عدد من الضباط العراقيين الآخرين، وهم جزء من المجموعة الوطنية «العقداء الأربعة»، بالنظام الموالي لبريطانيا في المملكة العراقية. سعت الحكومة الجديدة الموالية للنازية للحصول على الدعم الألماني والإيطالي للثورة العراقية ضد القوات البريطانية في البلاد. تم الاتصال مع قوى المحور بمساعدة من مفتي القدس أمين الحسيني الذي كان يعيش في العراق منذ فراره من فلسطين الإنتدابية قبل الحرب بفترة وجيزة.
في مايو 1941 بدأت الحرب الأنجلو-عراقية مع دخول القوات البريطانية إلى العراق. وافق أدولف هتلر على إرسال أسراب لوفتفافه لدعم العراق وكذلك هيئة الأركان الخاصة أف، وهي مهمة خاصة برئاسة هيلموت فيلمي كانت لدعم التمرد وتكوين لواء عربي تقوده ألمانيا.
بحلول أواخر شهر مايو من العام نفسه، تعرضت القوات العراقية للضرب على أيدي البريطانيين وفر الحسيني والجيلاني إلى إيران ثم ألمانيا. بعد الفشل، تم شحن عدد من المتعاطفين العرب من الشرق الأوسط عبر سوريا الفرنسية وانتهى بهم المطاف في كيب سونيون باليونان.

## وحدات
تسلم هيلموث فيلمي بحلول يونيو قيادة مجموعة جيش جنوب اليونان وكان يواصل تربيته للوحدات الألمانية العربية من خلال هيئة الأركان الخاصة أف، التي تم توسيعها و«ينبغي أن يكون المكتب الميداني المركزي المسؤوول عن جميع قضايا العالم العربي، التي تؤثر على الفيرماخت». لذلك، تم إنشاء وحدتي الجمعية الخاصة 287 والجمعية الخاصة 288.

### الجمعية الخاصة 288
تألفت معظمها من الألمان ولكن مع كادر من المترجمين العرب وشركة طباعة متنقلة يمكنها إنتاج منشورات باللغة العربية بالإضافة إلى فرقة لتشغيل منشآت إنتاج النفط. بحلول يناير 1942، تم نقل الوحدة بأكملها إلى ليبيا للدفاع ضد القوات البريطانية في حملة شمال إفريقيا، وكان من المخطط استخدام الوحدة في نهاية المطاف في غزو الشرق الأوسط عبر مصر، لكن هذا لم يأت مطلقًا. بعد عدة أشهر من القتال، تم تغيير اسم الوحدة إلى فوج بانزر غرينادير إفريقيا واستولت عليها القوات الأمريكية في نهاية المطاف بعد استسلام جميع قوات المحور في شمال إفريقيا، مايو 1943.

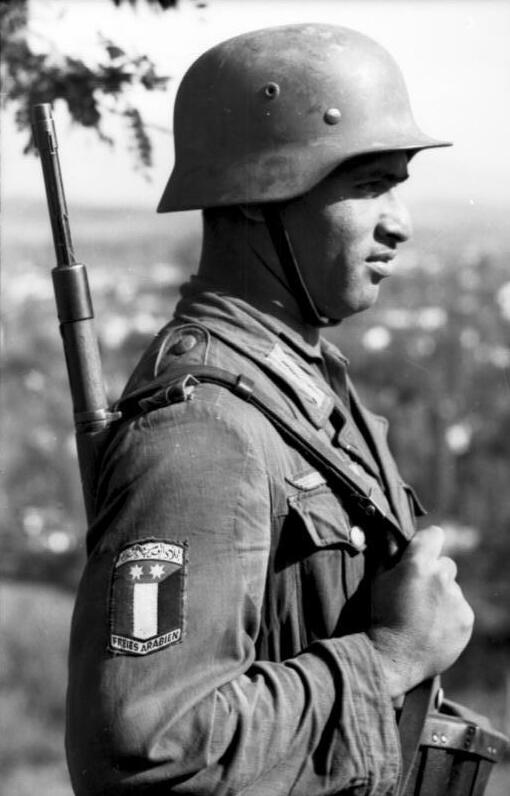
جندي من الفيلق العربي الحر في مهمة حراسة

### الجمعية الخاصة 287
على الرغم من احتواء الجمعية الخاصة 288 على مجموعة صغيرة فقط من الجنود العرب، فإن الفيلق العربي الحر «الحقيقي» الذي جاءت منه الوحدات العربية كان الجمعية الخاصة 287. مع ذلك، لاحظ أن اسم الفيلق العرب الحر لم يكن اسم أي وحدة محددة، ولكنه اسم شامل لجميع الوحدات العربية في الجيش الألماني. تشكلت الوحدة في 4 أغسطس 1942، بمساعدة كبيرة من أمين الحسيني ورشيد علي الجيلاني، وكانت تتألف في معظمها من مسلمين عراقيين وسوريين، بدعم من أسرى الحرب السابقين والمتطوعين الآخرين.
أُخِذت الكتيبة الثالثة من الجمعية الخاصة 287 من الوحدة وأُرسلت باعتبارها قسم تدريس اللغة الألمانية - العربية إلى القوقاز في سبتمبر 1942. كان ذلك جزءًا من هجوم المحور على المنطقة والخطة الألمانية لتأسيس حكومة عراقية في المنفى هناك. كانوا بعد ذلك يستخدمون المنطقة كمحطة للقاعدة وقاعدة لغزو العراق. لم تتحقق الخطة أبدًا ولم تشهد الوحدة أي إجراء بعد النكسات الألمانية الشديدة في أواخر عام 1942. تم إرسال الوحدة إلى المعركة في تونس عبر إيطاليا في يناير 1943. هنا تم وضع دويتشه أرابيش ليهر - أبتيلونج على الجهة الجنوبية من جيش المحور واستخدمت لتجنيد المزيد من العرب المحليين الذين شكلوا كتيبة ثانية من المساعدين الذين استخدموا في مهام الحراسة وكقوات للبناء. تم القبض على الوحدة بأكملها مع بقية قوات المحور في أفريقيا، مايو 1943.
أما الجنود الباقون - الكتيبة الثالثة، أي دويتشه أرابيش ليهر - أبتيلونج، الذين لم يتم إرسالهم إلى شمال إفريقيا، فقد استخدموا، مع الفرنسيين المقيمين في شمال إفريقيا، لتشكيل الكتيبة الألمانية العربية 845 في صيف عام 1943. لقد خدموا في منطقة بيلوبونيز في اليونان كجزء من شعبة الحصن 41 من نوفمبر من نفس العام. شاركت في الحرب الحزبية اليونانية، وتحديداً ضد ELAS. في أكتوبر 1944 تم سحبها من اليونان إلى يوغسلافيا وتم تعزيزها في أوائل عام 1945 بإضافة العرب من كتيبة من المتطوعين العرب تم حلها قبل تشكيلها بالكامل. أنهت الحرب بالقرب من زغرب كجزء من الفرقة الرابعة عشرة.
تم استخدام الكتيبتين الأولى والثانية من الفيلق العربي الحر الذي لم يكن جزءًا من دويتشه أرابيش ليهر-أبتيلونج لاستبدال الخسائر وإعادة بناء فوج غرينادير 92 مع بطارية خفيفة وسرية خفيفة في 2 مايو 1943، والتي كانت أعيد تشكيلها آنذاك لتكون فوج غرينادير 92 (MOT) في 5 يونيو 1944. انتقل الفوج إلى يوغوسلافيا لمحاربة الثوار وكان جزءًا من مجموعة الجيوش واو. عانى الفوج من خسائر فادحة في القتال بالقرب من بلغراد في أكتوبر 1944 وأصبحت بقاياها جزءًا من جيش بانزر الثاني حيث أعيد بناؤه في لواء بانزرجرنادير 92 في يناير 1945. استسلم الجيش بأكمله في حالة من الفوضى في النمسا، مايو 1945.